# 徐营镇
徐营镇，是中华人民共和国河南省新乡市获嘉县下辖的一个乡镇级行政单位。

## 行政区划
徐营镇下辖以下地区：
徐营东街村、徐营西街村、徐营后大门村、徐营北庄村、徐营北街村、望高楼狮口村、望高楼南堂村、望高楼东营村、望高楼侯堤村、大林村、杨马庄村、宣阳驿东街村、宣阳驿西街村、邢韩村、李吴巷村、宋吴巷村、赵吴巷村、西望高楼村、东望高楼村、西浮村、东浮村、铁官滩村、南官滩村、坑东村和坑西村。